# والتر راوف
والتر راوف (به آلمانی: Walter Rauff) (زاده ۱۹ ژوئن ۱۹۰۶- مرگ ۱۴ می ۱۹۸۴) یک نظامی آلمانی در دوره رایش سوم و از ژانویه ۱۹۳۸ دستیار راینهارد هایدریش بود.